# Мурав'ївський (ландшафтний заказник)
«Мурав'ївський» — ландшафтний заказник загальнодержавного значення на території Новгород-Сіверського району Чернігівської області.

## Історія створення
Створено указом президента України Володимира Зеленського від 10.09.2019 року № 678/2019.
Кабінет Міністрів України, відповідно до указу, у шестимісячний строк зобов'язано забезпечити затвердження Положення про ландшафтний заказник загальнодержавного значення «Мурав'ївський»; режим охорони та збереження; розроблення відповідно до законодавства проектів землеустрою щодо організації і встановлення меж території природно-заповідного фонду.

## Характеристика
Заказник створено на площі 1095,6832 гектара земель державної власності, у тому числі: 721,2832 гектара земель запасу сільськогосподарського призначення і 374,4 гектара земель запасу лісогосподарського призначення та водного фонду, які розташовані за межами сіл Грем'яч та Кам'янська Слобода.
Під охороною цінний заплавний комплекс річки Десна із видами, занесеними до Червоної книги України, у тому числі плавун щитолистий, півники сибірські, верба Старке, лелека чорний, шуліка чорний, кулик-сорока.